# Limnophora tepunae
Limnophora tepunae este o specie de muște din genul Limnophora, familia Muscidae, descrisă de Malloch în anul 1932. Conform Catalogue of Life specia Limnophora tepunae nu are subspecii cunoscute.